# Borbo cinnara
Borbo cinnara là một loài bướm thuộc họ Bướm nhảy.
Loài bướm này phân bố ở Sri Lanka, Ấn Độ, Myanmar, Việt Nam, Campuchia, Đài Loan, và Australia.
Ấu trùng ăn các loài thực vật Setaria barbata, Axonopus compressus, Rottboellia cochinchinensis và Brachiaria mutica.

## Hình ảnh

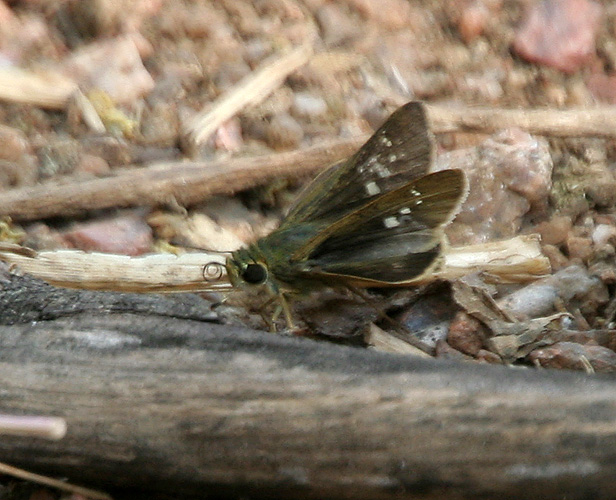
Tại Khu bảo tồn động vật hoang dã Kawal, Ấn Độ.
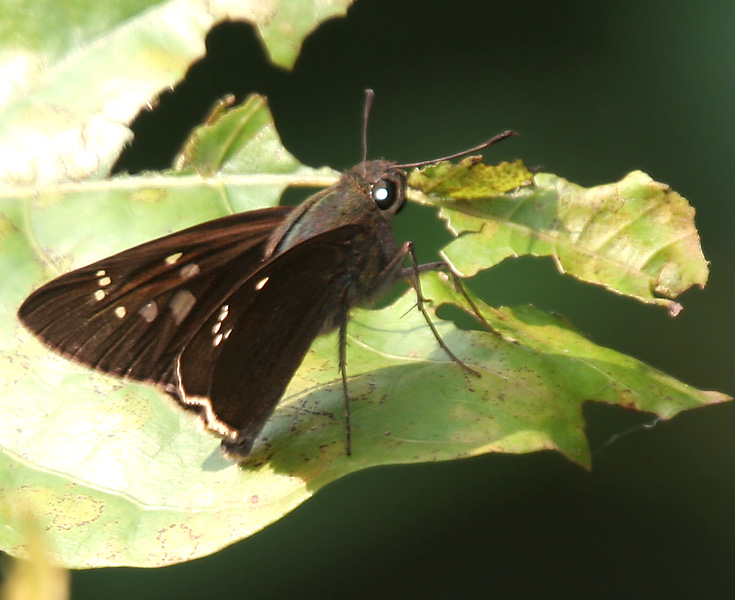
Tại Ananthagiri Hills, ở huyện Rangareddy của bang Andhra Pradesh, Ấn Độ.
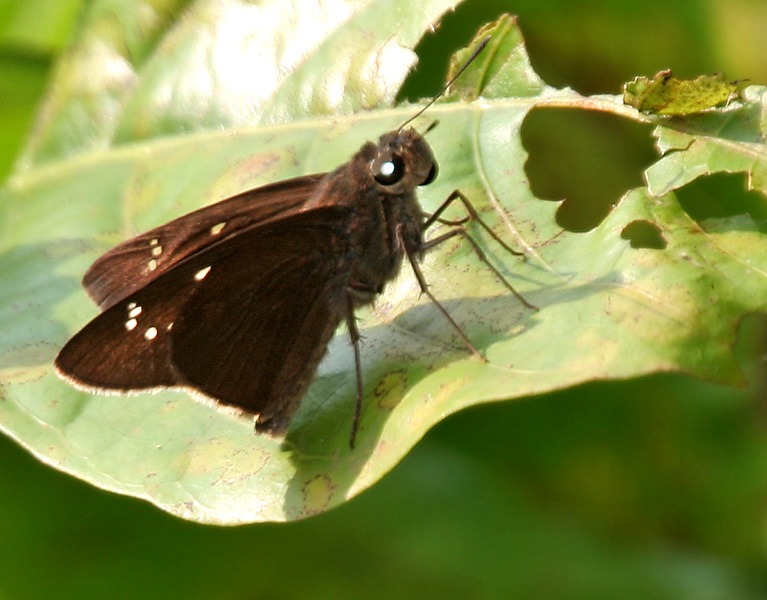
Tại Ananthagiri Hills, ở huyện Rangareddy, Ấn Độ.